# Kira Yoshinaka
Kira Yoshinaka (吉良 義央?; 5 ottobre 1641 – 14 dicembre 1702) è stato un kōke (maestro delle cerimonie) giapponese vissuto durante il periodo Edo.
Il suo titolo a corte era Kōzuke no suke (上野介?). È conosciuto per essere stato l'avversario di Asano Naganori negli eventi che portarono al compimento della vendetta dei quarantasette rōnin. 
Nonostante il suo nome sia stato pronunciato a lungo come "Yoshinaka" specialmente nelle opere teatrali e nei romanzi, nel testo Ekisui rembeiroku (易水連袂録?) scritto da un anonimo contemporaneo nel 1703, il suo nome viene trascritto come "Yoshihisa".

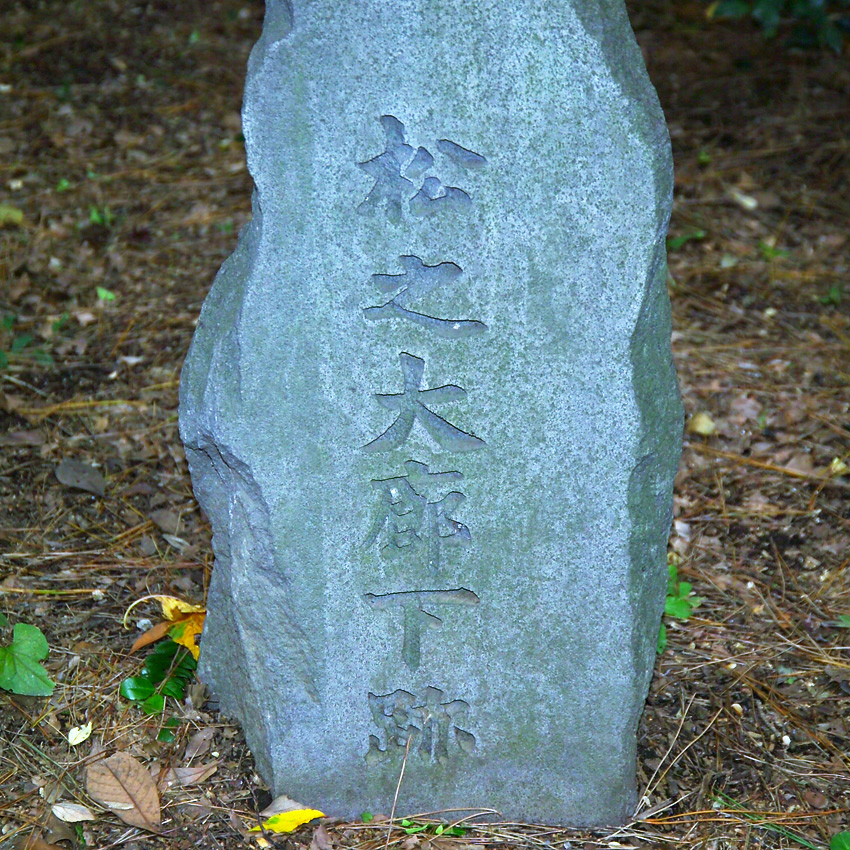
Monumento che segnala il luogo del Grande corridoio dei pini al castello di Edo, dove Asano Naganori cercò di uccidere Kira Yoshinaka

## Biografia
Nato nel 1641, era il figlio maggiore di Kira Yoshifuyu. Sua madre era un membro dell'importante clan Sakai. Alla morte del padre nel 1668, Yoshinaka divenne il diciassettesimo capo della famiglia, ereditando terreni per 4200 koku. Sua moglie proveniva dal clan Uesugi e il suo primo figlio venne adottato da Uesugi Tsunakatsu.
Nel 1701 a Kira fu assegnato il compito di educare Asano Naganori, in merito al protocollo in preparazione alla visita di alcuni rappresentanti dell'imperatore. Secondo le storie, Kira richiese un compenso per il suo compito, ma non aveva diritto di farlo e Asano si rifiutò di pagare. Kira allora insultò pubblicamente Asano e quest'ultimo in risposta tentò di ucciderlo. A causa di questo, Asano fu condannato a commettere seppuku, mentre Kira fu esente da ogni punizione.
Nella notte del 14 dicembre 1702, dopo oltre un anno di pianificazioni, i seguaci di Asano irruppero nella residenza di Kira e lo uccisero. In seguito si consegnarono alle autorità e furono condannati al seppuku.